# 村野民子
村野民子（むらの たみこ、1925年7月19日ー2017年6月12日）は、日本の作家。
東京生まれ。東京都立第五高等女子学校（現富士高校）卒。1951年から四年間、平林たい子の秘書を務める。97年『対馬　こころの島』（筆名・村野温）でやまなし文学賞を受賞した。

## 著書
- 『沙漠の人 女流作家の深淵』武蔵野書房 1989
- 『いい顔になった』武蔵野書房 1991
- 『沙漠に咲く 平林たい子と私』武蔵野書房 1991
- 『病理所見書をください 大学病院で死んだ夫の真実』河出書房新社 1995
- 『対馬 こころの島』（村野温）山梨日日新聞社　1997
- 『孤花』鉱脈社 2012（平林たい子）
- 『瀬戸内はさざなみ 光田健輔とその周辺』鉱脈社 2012
- 『刻を彫って 平林たい子を偲ぶ』鉱脈社 2012
- 『国の中の異国』鉱脈社 2013
- 『ワタクシへの挽歌』鉱脈社 2013